# Dicranomyia hypocrita
Dicranomyia hypocrita är en tvåvingeart som först beskrevs av Alexander 1935.  Dicranomyia hypocrita ingår i släktet Dicranomyia och familjen småharkrankar. Inga underarter finns listade i Catalogue of Life.